# يوشينوري موتو
يوشينوري موتو (باليابانية: 武藤 嘉紀؛ مواليد 15 يوليو 1992) لاعب كرة قدم ياباني يلعب حاليًّا مع نادي إيبار الإسباني على سبيل الإعارة من نادي نيوكاسل يونايتد الإنجليزي والمنتخب الياباني كلاعب وسط.

## روابط خارجية
- يوشينوري موتو على موقع الاتحاد الدولي (مؤرشف)  (الإنجليزية)
- يوشينوري موتو على موقع الاتحاد الأوربي (الإنجليزية)
- يوشينوري موتو على موقع رابطة كرة القدم اليابانية للمحترفين (اليابانية)
- يوشينوري موتو على موقع إي إس بي إن إف سي (الإنجليزية)
- يوشينوري موتو على موقع قاعدة بيانات كرة القدم.إي يو (الإنجليزية)
- يوشينوري موتو على موقع بيانات كرة القدم. دي إي (الألمانية)
- يوشينوري موتو على موقع ناشيونال فوتبول تيمز (الإنجليزية)
- يوشينوري موتو على موقع Soccerbase.com (لاعب) (الإنجليزية)
- يوشينوري موتو على موقع Soccerway.com (الإنجليزية)
- يوشينوري موتو على موقع عالم كرة القدم.نت (الإنجليزية)